# شيغيوكي دوباشي
شيغيوكي دوباشي (مواليد 19 نوفمبر 1970) هو ملاكم ياباني، مثّل بلاده في الألعاب الأولمبية الصيفية 1992.

## روابط خارجية
شيغيوكي دوباشي على موقع أوليمبيديا (الإنجليزية)